# Leptochilus
Leptochilus, rod paprati iz tribusa Microsoreae, dio potporodice Microsoroideae, porodica osladovki. Sastoji se od tridesetak vrsta u tropskom i suptropskom, Azije sve do Pacifika.
Tipična vrsta je Leptochilus axillaris (Cav.) Kaulf., epifit iz tropske Azije. Rod je opisan u Enumeratio Filicum 147, pl. 1, f. 10. 1824.

## Vrste
1. Leptochilus axillaris (Cav.) Kaulf.
2. Leptochilus bolsteri (Copel.) Parris
3. Leptochilus brevipes Liang Zhang, Z.L.Liang & Zhi Y.Yu
4. Leptochilus cantoniensis (Baker) Ching
5. Leptochilus chilangensis (V.N.Tu) Liang Zhang & Li Bing Zhang
6. Leptochilus chingii Liang Zhang & Li Bing Zhang
7. Leptochilus decurrens Blume
8. Leptochilus digitatus (Baker) Noot.
9. Leptochilus dissimilialatus (Bonap.) Liang Zhang & Li Bing Zhang
10. Leptochilus dolichopterus (Copel.) Fraser-Jenk. & Amoroso
11. Leptochilus ellipticus (Thunb.) Noot.
12. Leptochilus evrardii (Tardieu) Liang Zhang & Li Bing Zhang
13. Leptochilus flexilobus (Christ) Liang Zhang & Li Bing Zhang
14. Leptochilus gracilis Z.L.Liang, Liang Zhang & Li Bing Zhang
15. Leptochilus hemionitideus (C.Presl) Noot.
16. Leptochilus henryi (Baker) X.C.Zhang
17. Leptochilus heterophyllus (S.K.Wu & P.K.Lôc) comb.ined.
18. Leptochilus insignis (Blume) Fraser-Jenk.
19. Leptochilus lanceolatus Fée
20. Leptochilus leveillei (Ching) X.C.Zhang
21. Leptochilus longissimus (Blume) L.Y.Kuo
22. Leptochilus macrophyllus (Blume) Noot.
23. Leptochilus mengsongensis M.X.Zhao
24. Leptochilus minor Fée
25. Leptochilus morsei (Ching) Fraser-Jenk.
26. Leptochilus oblongus Li Bing Zhang, Liang Zhang & N.T.Lu
27. Leptochilus ornithopus T.Fujiw. & B.H.Quang
28. Leptochilus pedunculatus (Hook. & Grev.) Fraser-Jenk.
29. Leptochilus pentaphyllus (Baker) Liang Zhang & Li Bing Zhang
30. Leptochilus poilanei (C.Chr. & Tardieu) Liang Zhang & Li Bing Zhang
31. Leptochilus pothifolius (Buch.-Ham. ex D.Don) Fraser-Jenk.
32. Leptochilus pteropus (Blume) Fraser-Jenk.
33. Leptochilus sarawakensis Li Bing Zhang & Liang Zhang
34. Leptochilus saxicola (H.G.Zhou & Hua Li) Liang Zhang & Li Bing Zhang
35. Leptochilus scandens H.J.Wei & Yi Huang
36. Leptochilus thwaitesianus Fée
37. Leptochilus wrightii (Hook.) X.C.Zhang
38. Leptochilus ×nepalensis Fraser-Jenk.
39. Leptochilus ×shintenensis (Hayata) Nakaike

## Sinonimi
- Dendroglossa C.Presl; Abh. Königl. Böhm. Ges. Wiss., ser. 5, 6: 149 (1851)
- Gymnopteris C.Presl; Tent. Pterid. 244 (1836)
- Paraleptochilus Copel.; Ann. Cryptog. Phytopathol. 5 [Gen. Fil.] 198 (1947)
- Colysis C.Presl; Abh. Königl. Böhm. Ges. Wiss., ser. 5, 6: 146 (1851) (fide Fraser-Jenkins 2008 and others)
- Selliguea Blume; (1826) (nec Bory (1824))
- Nistarika B.K.Nayar, Madhus. & Molly; Fern Gaz. 13: 33 (1985)
- Kontumia S.K.Wu & P.K.Lôc; Novon 15(1): 245 (2005) (fide PPG-I)